# Limfangion
Limfangion – w anatomii człowieka czynnościowa jednostka naczynia limfatycznego, znajdująca się pomiędzy sąsiednimi zastawkami, kurcząca się dzięki obecności okrężnych i skośnych pasm mięśni gładkich w ścianie naczynia. Pulsuje przeciętnie 10 razy na minutę, co umożliwia ruch limfy przesuwając ją w kierunku serca. Podobnie jak serce, może spełniać swoją funkcję prawidłowo jedynie jeśli jego zastawki funkcjonują fizjologicznie.